# Demilich
A Demilich finn death metal együttes.

## Története
1990-ben alakultak Kuopio-ban, alapító tagjai: Antti Boman - ének, gitár, Aki Hytönen - gitár, Ville Koistinen - basszusgitár, Mikko Virnes - dob. Első és egyetlen nagylemezük, az 1993-as "Nespithe" felkerült a Terrorizer magazin "40 death metal album, amelyet hallanod kell" listájára.  Az együttes többször is feloszlott, 2014-ben újraalakultak. A zenekarra az extrém mély hörgés jellemző.

## Tagjai
- Mikko Virnes - dob
- Antti Boman - gitár, ének
- Aki Hyttönen - gitár
- Jarko Luomajoki - basszusgitár

Korábbi tagok
- Jussi Terasvirta - basszusgitár
- Ville Koistinen - basszusgitár
- Corpse - basszusgitár
- SDS - gitár

## Diszkográfia
- Regurgitation of Blood (demó, 1991)
- The Four Instructive Tales... of Decomposition (demó, 1991)
- ...Somewhere Inside the Bowels of Endlessness...(demó, 1992)
- The Echo (demó, 1992)
- Nespithe (album, 1993)
- 20th Adversary of Emptiness (válogatáslemez, 2014)
- Em9t2ness of Van2s1ing / V34ish6ng 0f Emptiness (válogatáslemez, 2018)